# Tweede Kamerverkiezingen 1986/Kandidatenlijst/Partij voor de Middengroepen
De kandidatenlijst voor de Tweede Kamerverkiezingen 1986 van de Partij voor de Middengroepen was als volgt:

## De lijst
| Posities (per lijst) | Posities (per lijst) | Posities (per lijst) | Posities (per lijst) | Posities (per lijst) | Posities (per lijst) | Naam                          | Stemmenaantallen (per lijst) | Stemmenaantallen (per lijst) | Stemmenaantallen (per lijst) | Stemmenaantallen (per lijst) | Stemmenaantallen (per lijst) | Stemmenaantallen (per lijst) |
| 1-4, 18              | 5-8, 12              | 9, 11                | 10                   | 13                   | 14-17, 19            | Naam                          | 1-4, 18                      | 5-8, 12                      | 9, 11                        | 10                           | 13                           | 14-17, 19                    |
| -------------------- | -------------------- | -------------------- | -------------------- | -------------------- | -------------------- | ----------------------------- | ---------------------------- | ---------------------------- | ---------------------------- | ---------------------------- | ---------------------------- | ---------------------------- |
| 1                    | 1                    | 1                    | 1                    | 1                    | 1                    | Martin Dessing                | 3.290                        | 3.751                        | 1.595                        | 1.029                        | 709                          | 1.922                        |
| 2                    | 2                    | 11                   | 10                   | 9                    | 2                    | H.G. van Doorn                | 108                          | 76                           | 1                            | 0                            | 1                            | 41                           |
| 3                    | 8                    | 14                   | 13                   | 12                   | 13                   | K.J.B. Hoen                   | 201                          | 12                           | 2                            | 0                            | 0                            | 3                            |
| 4                    |                      | 13                   | 12                   | 11                   | 14                   | T.A.G. Koning                 | 145                          |                              | 8                            | 1                            | 3                            | 18                           |
| 5                    | 7                    | 2                    | 2                    | 2                    | 3                    | E.B. van Dulmen Krumpelman    | 34                           | 47                           | 42                           | 50                           | 28                           | 132                          |
| 6                    | 3                    | 12                   | 11                   | 10                   | 6                    | J.H.B. van der Drift          | 33                           | 309                          | 6                            | 4                            | 2                            | 11                           |
| 7                    | 12                   |                      |                      |                      | 8                    | H.J. Trentelman               | 64                           | 9                            |                              |                              |                              | 20                           |
| 8                    | 11                   | 10                   | 9                    | 8                    | 4                    | H.L.D. Eliveld                | 15                           | 12                           | 1                            | 5                            | 7                            | 84                           |
| 9                    | 15                   | 16                   | 15                   | 14                   | 15                   | J.G.G. van der Lee            | 79                           | 40                           | 18                           | 7                            | 6                            | 3                            |
| 10                   | 14                   |                      |                      |                      | 5                    | A.J. Mantingh                 | 6                            | 7                            |                              |                              |                              | 77                           |
| 11                   | 6                    | 4                    | 4                    | 4                    | 10                   | G.A.M. van der Vecht          | 11                           | 38                           | 12                           | 7                            | 122                          | 8                            |
| 12                   | 10                   | 3                    | 3                    | 3                    | 7                    | M.T.J. van Zundert-van Velzen | 19                           | 24                           | 51                           | 121                          | 10                           | 14                           |
| 13                   | 13                   | 9                    | 8                    | 7                    | 16                   | A.G. Korving                  | 4                            | 11                           | 13                           | 53                           | 4                            | 17                           |
| 14                   | 5                    |                      |                      |                      | 12                   | S.T.J. Verburg                | 7                            | 67                           |                              |                              |                              | 2                            |
| 15                   | 4                    | 7                    | 6                    | 6                    | 9                    | P.J.J. Glorie                 | 7                            | 182                          | 7                            | 6                            | 0                            | 9                            |
| 16                   | 9                    | 15                   | 14                   | 13                   | 11                   | H. Bronsgeest                 | 40                           | 74                           | 5                            | 0                            | 0                            | 9                            |
|                      |                      | 5                    | 5                    | 5                    |                      | B. Rademaker                  |                              |                              | 24                           | 8                            | 17                           |                              |
|                      |                      | 6                    |                      |                      |                      | J. Bindt-de Haan              |                              |                              | 158                          |                              |                              |                              |
|                      |                      | 8                    | 7                    |                      |                      | G.J. Boon                     |                              |                              | 13                           | 49                           |                              |                              |

PvdA · CDA · VVD · D66 · PSP · SGP · CPN · PPR · RPF · GPV · EVP · AR'85 · Centrumdemocraten · Federatieve Groenen · VCN · Centrumpartij · PGI · SP · Partij voor Ambtenaren en Trendvolgers · Lijst 19 (kieskring 9) · God Met Ons · Partij voor de Middengroepen · Loesje · Humanistische Partij · SAP · Partij Algemeen Belang · Lijst 27